# Pedro de Alcântara Pinheiro
Pedro de Alcântara Pinheiro (? — ?) foi um político brasileiro.
Foi presidente da província do Rio Grande do Norte, de 10 de março a 12 de abril de 1869.